# Fritiof Svensson
Fritiof Svensson (Upsala, Suecia, 2 de junio de 1896-Estocolmo, 5 de marzo de 1961) fue un deportista sueco especialista en lucha grecorromana donde llegó a ser campeón olímpico en Amberes 1920.

## Carrera deportiva
En los Juegos Olímpicos de 1920 celebrados en Amberes ganó la medalla de bronce en lucha grecorromana estilo peso pluma, tras los luchadores finlandeses Oskari Friman (oro) y Heikki Kähkönen (plata).